# 紅色尾翼
《红色尾翼》（英語：Red Tails）是一部于2012年上映的美国电影，由安东尼·海明威导演，并得到执导过《星際大戰》系列电影的乔治·卢卡斯出资支持。影片讲述了一群完全由黑人组成的陸軍航空大隊在二战中的英勇事迹。早在1988年，乔治·卢卡斯就已开始构思这部电影，但直到2009年才开机拍摄。制作方还邀请了老兵进行访谈，参考他们的日志，并聘请了其中一位作为顾问。参与此片演出的主要演员均为非裔美国人。

## 剧情
二次世界大战中，一支全部由黑人飞行员组成的單位“332戰鬥機大隊”被部署在欧洲的意大利战场，他们驾驶老旧的P-40战斗机守护着盟军后方的天空，他们不能在战争最前线与德军飞机面对面交锋，只能攻击一些敌军的运输工具等小目标。飞行员乔·利特在一次飞行中偶遇了一位年轻的意大利姑娘，并深深为她着迷，之后还来到她家中，双方相互认识了。在隊長A.J. Bullard的争取下，五角大楼终于同意大隊前往支援鹅卵石行动。此次战斗中，大隊首次见到敌机，并首次击落敌军飞机，还摧毁了一个敌军机场。战斗的胜利不仅让队上成员大受鼓舞，也让指挥部对大隊刮目相看。之后，指挥部决定让大隊参与以前只能由白人飞行员才能执行的任务——为轰炸机护航，并为他们换装了美军当时最先进的P-51战斗机。地勤人员为了显示322部队的不同，将机尾喷涂成红色。在第一次护航中，322大队就充分发挥了他们空战实力，不仅轰炸机一架未损失，还击落了敌军战斗机，但是队员德克的战机被严重击伤，迫降失败被烧伤，队员雷冈的战机被击落，跳伞后被德军捕获。经此一役，连平常歧视他们的白人飞行员也开始对他们大加赞赏。
盟军准备对柏林进行一次大轰炸，指挥部决定由322大队负责轰炸机第一阶段的护航。但是当第一阶段的护航结束时，却迟迟不见前来进行第二阶段护航的战斗机，于是隊長马丁·朱利安（内特·派克饰）决定继续为轰炸机护航，然而不久机群就遭遇了德军最先进的Me-262喷气战斗机的袭击，乔·利特被击落阵亡，而不久前那位意大利姑娘才刚同意他的求婚，其他队员含泪进行了接下来的战斗。马丁·朱利安返回基地后，将乔·利特阵亡的消息告诉了Col. A.J. Bullard等人，大家悲痛不已，而就在此时，此前被俘且生死未卜的雷冈却搭乘吉普车返回了基地。战斗结束后，美军指挥官决定将“史无前例的团体荣誉”授予332黑人战斗机大隊。

## 演员

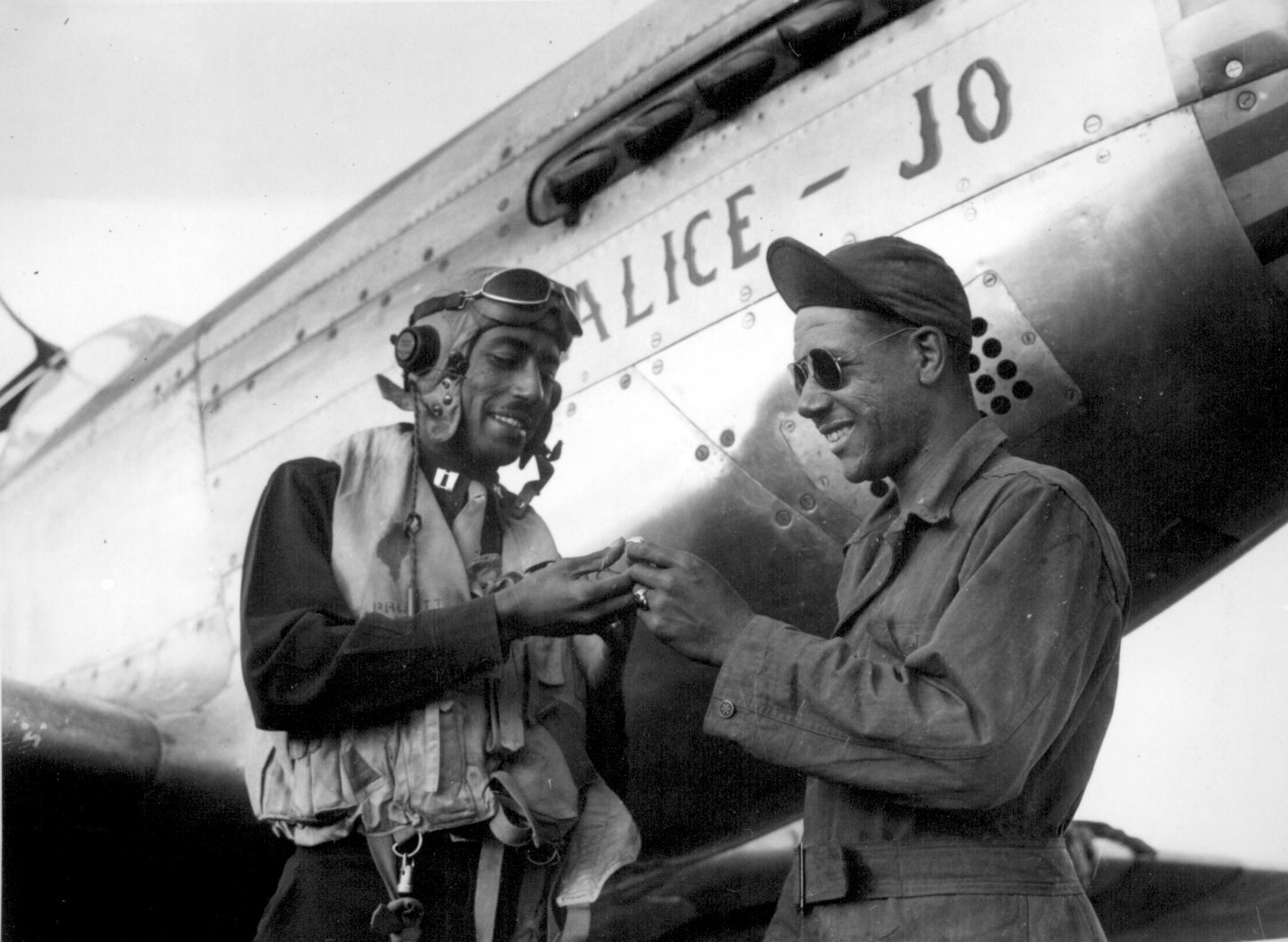
塔斯克基飞行员 1944年11月

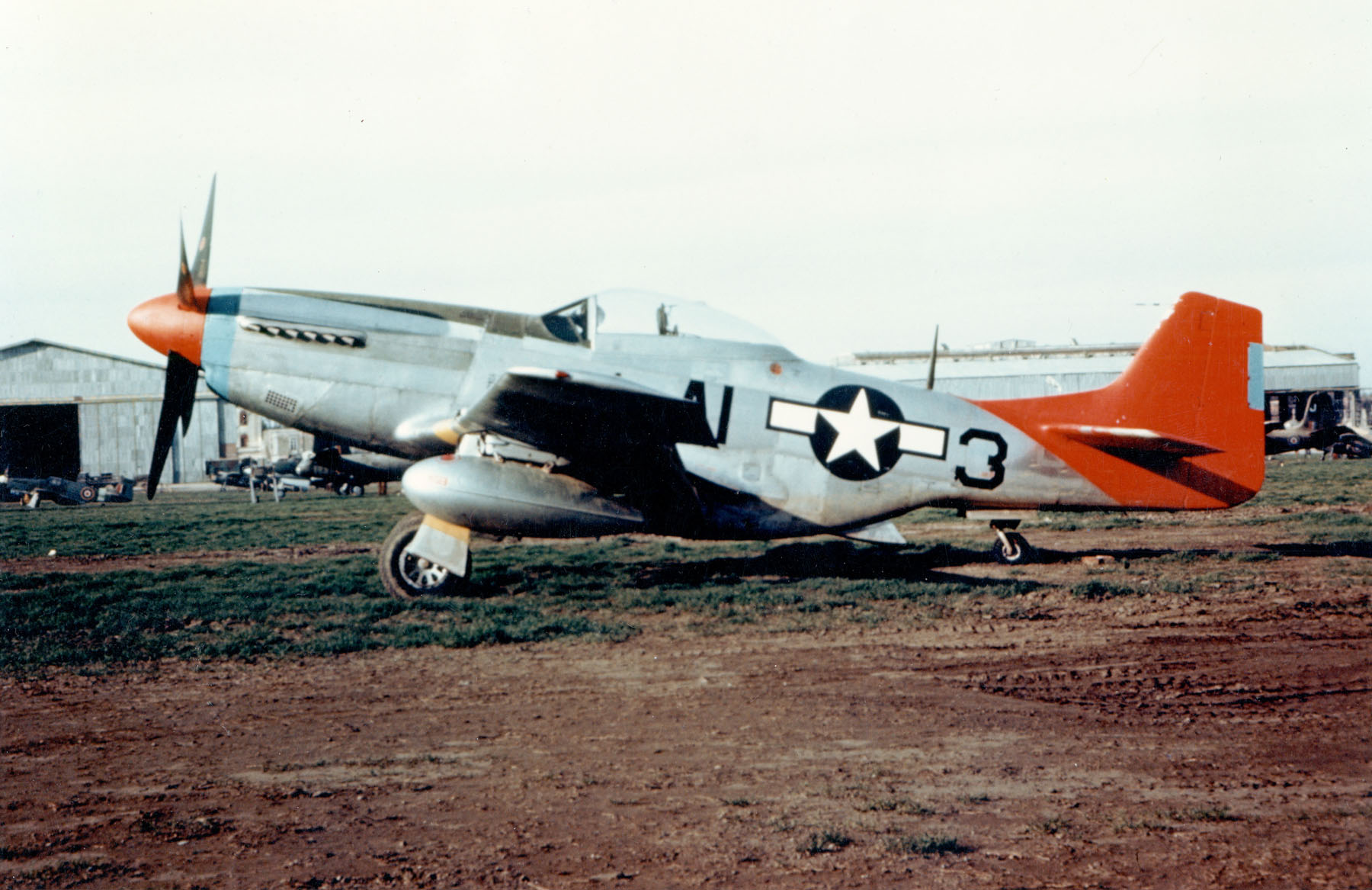
机尾被喷涂成红色的p-51战机

- 泰伦斯·霍华德 饰 Col. A.J. Bullard
- 小库珀·古丁 饰 Major Emanuel Stance
- 内特·帕克 饰 （Capt. Martin "Easy" Julian）
- 大卫·奥伊罗 饰 1st Lt. Joe "Lightning" Little
- 崔斯坦·瓦尔德斯 饰 2nd Lt. Ray "Ray Gun" or "Junior" Gannon
- 尼欧 饰 2nd Lt. Andrew "Smokey" Salem
- 布莱恩·科兰斯顿 饰 Col. William Mortamus